# 小行星15675
小行星15675（15675 Goloseevo）是一颗绕太阳运转的小行星，为主小行星带小行星。该小行星于1978年9月27日发现。

## 轨道参数
小行星15675的轨道半长轴为2.7738679 UA，离心率为0.112。